# Carratraca
Carratraca è un comune spagnolo di 835 abitanti situato nella comunità autonoma dell'Andalusia.